# Dune (film, 1984)
Dune (även kallad Dyn i Finland) är en amerikansk science fiction-film från 1984 skriven och regisserad av David Lynch. Filmen är baserad på Frank Herberts roman i serien Dune.

## Handling
Året är 10191. På planeten Dune, även känd som Arrakis, produceras en högt värderad krydda, melange, som universum är beroende av. Urinvånarna på Dune, ett folkslag som kallas Fremen, har förutspått att en Messias, eller Kwisatz Haderach, ska komma och leda dem på ljusets väg. Klanen Harkonnen driver slavarbetare hårt för att producera tillräckligt med melange. Kejsaren av det kända universum, Padishah Emperor Shaddam IV (José Ferrer), planerar att tillsammans med baronen Vladimir Harkonnen (Kenneth McMillan) gillra en fälla för hertig Leto Atreides (Jürgen Prochnow), en mycket populär ledare som kejsaren befarar kan komma att ta kejsartiteln från honom. Kejsaren tilldelar klanen Atreides fulla rättigheter till Arrakis, men planerar att låta klanen Harkonnen med hjälp från kejsarens elitstyrkor Sardaukar, i Harkonnens kläder, anfalla och utrota klanen Atreides.
Till Arrakis anländer hertig Leto tillsammans med konkubinen Jessica Atreides (Francesca Annis), en Bene Gesserit, och sonen Paul (Kyle MacLachlan). Av betjänten Shadout Mapes (Linda Hunt) får de veta att huset Atreides kommer att förrådas av en högt stående person. Detta sker mycket riktigt, och förrädaren visar sig vara Suk-doktorn Wellington Yueh (Dean Stockwell), vars hustru tillfångatagits av Harkonnen och hålls som gisslan. Leto dör, men lyckas även döda baronens mentat, Piter De Vries (Brad Dourif). Paul och Jessica tillfångatas, men släpps ut i öknen där de antas dödas av de gigantiska sandmaskarna. De överlever emellertid och möter en stam av Fremenfolket. De gör sig vän med stamledaren Stilgar (Everett McGill) och Paul träffar flickan han drömt om, Chani (Sean Young).
Paul, som visar sig vara en Kwisatz Haderach, tar på sig rollen som religiös ledare för Fremenfolket som visar sig vara miljoner till antalet, och leder dem i en blodig revolt mot Harkonnens och kejsaren. I en sista kamp måste Paul besegra baronen nevö Feyd Rautha (Sting), och tar till slut över Arrakis.

## Om filmen
Dune regisserades av David Lynch och baseras på Frank Herberts bok med samma namn. I rollerna syns bland annat Kyle MacLachlan som Paul Atreides, Brad Dourif som Piter De Vries, Sting som Feyd Rautha och Max von Sydow som Liet Kynes.
Filmen spelades in på Estudios Churubusco i Mexico City.
Lynch avvek från böckerna på flera ställen och filmen fick inte särskilt gott anseende hos beundrarna av böckerna. Dessutom blev den en budgetkatastrof. I eftertexterna kan man se att som regissör hänvisar Lynch till person "X". I vissa versioner av filmen kan pseudonymen Alan Smithee ses som regissör.

## Rollista (i urval)
| Francesca Annis  | – Lady Jessica Atreides          |
| Leonardo Cimino  | – Baronen Harkonnens läkare      |
| Brad Dourif      | – Piter De Vries                 |
| José Ferrer      | – Padishah Kejsare Shaddam IV    |
| Linda Hunt       | – Shadout Mapes                  |
| Freddie Jones    | – Thufir Hawat                   |
| Richard Jordan   | – Duncan Idaho                   |
| Kyle MacLachlan  | – Paul Usul Muad'Dib Atreides    |
| Virginia Madsen  | – Prinsessan Irulan              |
| Silvana Mangano  | – Rev. Mother Ramallo            |
| Everett McGill   | – Stilgar                        |
| Kenneth McMillan | – Baronen Vladimir Harkonnen     |
| Jack Nance       | – Kapten Iakin Nefud             |
| Siân Phillips    | – Rev. Mother Gaius Helen Mohiam |
| Jürgen Prochnow  | – Hertig Leto Atreides           |
| Patrick Stewart  | – Gurney Halleck                 |
| Dean Stockwell   | – Sukdoktor Wellington Yueh      |
| Sean Young       | – Chani                          |
| Sting            | – Feyd Rautha                    |
| Max von Sydow    | – Doktor Liet Kynes              |